# Spondon (plaats)
Spondon is een dorp in Engeland, in het graafschap Derbyshire. Het is vrijwel vastgegroeid aan de stad Derby, maar heeft toch deels zijn dorpse karakter behouden.
Spondon wordt al genoemd in het Domesday Book uit 1086. In 1333 werden de kerk en vrijwel alle huizen door brand verwoest.
Spondon heeft een treinstation aan de spoorlijn Derby-Nottingham, een kerk en een lokaal cricketteam. Het wordt in tweeën gespleten door de A52.

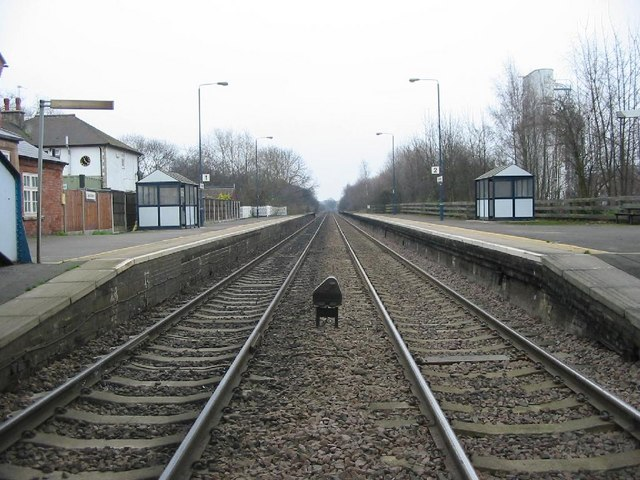
station Spondon